# All-Star Game de la NBA 2016
El All-Star Game de la NBA de 2016 fue la sexagésima quinta edición del partido de las estrellas de la NBA. Se disputó en la ciudad de Toronto el domingo 14 de febrero de 2016, en el Air Canada Centre, hogar de los Toronto Raptors. Los Raptors fueron galardonados con el All-Star en un anuncio realizado a finales de septiembre de 2013. Esta fue la primera vez que un All-Star de la NBA se llevó a cabo fuera de los Estados Unidos.

## All-Star Game

### Entrenadores
Gregg Popovich, entrenador de los San Antonio Spurs, y Tyronn Lue, entrenador de los Cleveland Cavaliers, fueron seleccionados como los entrenadores de los equipos del Oeste y del Este, respectivamente.

### Jugadores
Las plantillas para el All-Star Game se eligieron de dos maneras: por un lado los quintetos iniciales y por el otro los reservas. Los primeros fueron elegidos mediante una votación popular, donde se seleccionaron, por cada una de las conferencias, a dos exteriores y tres interiores. Los reservas fueron elegidos por los entrenadores de cada una de las conferencias, sin que estos puedan votar a jugadores de sus propios equipos. Los entrenadores debían de elegir a dos bases, dos aleros, un pívot y otros dos jugadores más sin importar su posición. Si un jugador no puede participar por lesión será el comisionado quien elija a su sustituto.
El 21 de enero de 2016, la NBA reveló los resultados finales de las votaciones para los quintetos titulares del All-Star Game. Kobe Bryant de Los Angeles Lakers fue el jugador más votado de esta edición con 1,891,614 votos recibidos, ganando su decimoctavo All-Star en su última temporada en la NBA. Stephen Curry de los Golden State Warriors fue el segundo jugador más votado con 1,604,325 votos totales. Los otros jugadores elegidos titulares de la Conferencia Oeste fueron Russell Westbrook y Kevin Durant de los Oklahoma City Thunder, seleccionados para el All-Star por quinta y séptima vez respectivamente, y Kawhi Leonard de los San Antonio Spurs, quien fue elegido por primera vez para el partido de las estrellas.
Por otro lado, LeBron James de los Cleveland Cavaliers fue el jugador más votado de la Conferencia Este con 1,089,206 de votos recibidos, ganando su duodécimo All-Star en su carrera. Dwyane Wade de Miami Heat fue elegido titular de su duodécimo All-Star de su carrera, con un total de 941,466 votos. Los otros jugadores nombrados titulares de la Conferencia Este fueron Kyle Lowry de los Toronto Raptors, quien fue elegido por segunda vez consecutiva para el quinteto titular, Paul George de los Indiana Pacers, seleccionado por tercera vez y segunda como titular, y Carmelo Anthony de los New York Knicks, quien fue elegido por novena vez en su carrera.
| Pos.                                         | Jugador          | Equipo              | N.º de All-Stars | Votos            |
| Quinteto inicial                             | Quinteto inicial | Quinteto inicial    | Quinteto inicial | Quinteto inicial |
| -------------------------------------------- | ---------------- | ------------------- | ---------------- | ---------------- |
| E                                            | Dwyane Wade      | Miami Heat          | 12               | 941,466          |
| B                                            | Kyle Lowry       | Toronto Raptors     | 2                | 646,441          |
| A                                            | LeBron James     | Cleveland Cavaliers | 12               | 1,089,206        |
| A                                            | Paul George      | Indiana Pacers      | 3                | 711,595          |
| A                                            | Carmelo Anthony  | New York Knicks     | 9                | 567,348          |
| Reservas                                     |                  |                     |                  |                  |
| AP                                           | Chris BoshN. 2   | Miami Heat          | 11               | —                |
| E/A                                          | Jimmy ButlerN. 1 | Chicago Bulls       | 2                | —                |
| E                                            | DeMar DeRozan    | Toronto Raptors     | 2                | —                |
| P                                            | Andre Drummond   | Detroit Pistons     | 1                | —                |
| AP                                           | Pau GasolN. 1    | Chicago Bulls       | 6                | —                |
| AP/P                                         | Al HorfordN. 2   | Atlanta Hawks       | 4                | —                |
| AP                                           | Paul Millsap     | Atlanta Hawks       | 3                | —                |
| B                                            | Isaiah Thomas    | Boston Celtics      | 1                | —                |
| B                                            | John Wall        | Washington Wizards  | 3                | —                |
| Entrenador: Tyronn Lue (Cleveland Cavaliers) |                  |                     |                  |                  |

| Pos.                                           | Jugador           | Equipo                | N.º de All-Stars | Votos            |
| Quinteto inicial                               | Quinteto inicial  | Quinteto inicial      | Quinteto inicial | Quinteto inicial |
| ---------------------------------------------- | ----------------- | --------------------- | ---------------- | ---------------- |
| B                                              | Stephen Curry     | Golden State Warriors | 3                | 1,604,325        |
| B                                              | Russell Westbrook | Oklahoma City Thunder | 5                | 772,009          |
| A/E                                            | Kobe Bryant       | Los Angeles Lakers    | 18               | 1,891,614        |
| A                                              | Kevin Durant      | Oklahoma City Thunder | 7                | 980,787          |
| A                                              | Kawhi Leonard     | San Antonio Spurs     | 1                | 782,339          |
| Reservas                                       |                   |                       |                  |                  |
| AP                                             | LaMarcus Aldridge | San Antonio Spurs     | 5                | —                |
| P                                              | DeMarcus Cousins  | Sacramento Kings      | 2                | —                |
| AP/P                                           | Anthony Davis     | New Orleans Pelicans  | 3                | —                |
| A                                              | Draymond Green    | Golden State Warriors | 1                | —                |
| E                                              | James Harden      | Houston Rockets       | 4                | —                |
| B                                              | Chris Paul        | Los Angeles Clippers  | 9                | —                |
| E                                              | Klay Thompson     | Golden State Warriors | 2                | —                |
| Entrenador: Gregg Popovich (San Antonio Spurs) |                   |                       |                  |                  |

- N. 1 - Pau Gasol fue elegido por el comisionado Adam Silver para sustituir al lesionado Jimmy Butler.[6]
- N. 2 - Al Horford fue elegido para reemplazar al lesionado Chris Bosh.[7][8]

### Partido
| 14 de febrero de 2016 | Conferencia Oeste                                                   | 196–173              | Conferencia Este                                            | |  |
|                       | Parciales: 40-43, 52-47, 53-46, 51-47                               |                      |                                                             | |  |
|                       | Estadísticas Russell Westbrook 31 Russell Westbrook 8 Chris Paul 16 | Reporte Pts Reb Asts | Estadísticas 41 Paul George 13 Andre Drummond 10 Kyle Lowry | Pabellón: Air Canada Centre, Toronto, Ontario Asistencia: 18.298 espectadores Árbitros: Dan Crawford, Zach Zarba y Matt Boland Televisión: TNT |  |

## All-Star Weekend

### BBVA Rising Stars Challenge
El BBVA Rising Stars Challenge es un partido de exhibición en el que participan los mejores jugadores de primer año (Rookies) y segundo año (Sophomores). El partido consta de dos tiempos de 20 minutos, similar al baloncesto universitario.
El formato del partido es el mismo utilizado en el anterior, enfrentando a los Estados Unidos contra el Resto del Mundo. Los participantes han sido divididos entre los diez mejores jugadores de primer y segundo año de nacionalidad estadounidense, y los diez mejores jugadores de primer y segundo año de nacionalidad extranjera, similar al Nike Hoop Summit que utiliza este formato desde 1995.
| Pos.                                           | Jugador            | Equipo                 | Año       |
| ---------------------------------------------- | ------------------ | ---------------------- | --------- |
| B                                              | Jordan Clarkson    | Los Angeles Lakers     | Sophomore |
| E                                              | Rodney Hood        | Utah Jazz              | Sophomore |
| E/B                                            | Zach LaVine        | Minnesota Timberwolves | Sophomore |
| AP/P                                           | Nerlens NoelN. 2   | Philadelphia 76ers     | Sophomore |
| AP/P                                           | Jahlil Okafor      | Philadelphia 76ers     | Rookie    |
| A                                              | Jabari Parker      | Milwaukee Bucks        | Sophomore |
| B                                              | Elfrid Payton      | Orlando Magic          | Sophomore |
| B                                              | D'Angelo Russell   | Los Angeles Lakers     | Rookie    |
| B                                              | Marcus Smart       | Boston Celtics         | Sophomore |
| P                                              | Karl-Anthony Towns | Minnesota Timberwolves | Rookie    |
| E                                              | Devin BookerN. 2   | Phoenix Suns           | Rookie    |
| Entrenador: Ettore Messina (San Antonio Spurs) |                    |                        |           |

| Pos.                                         | Jugador            | Equipo                 | Año       |
| -------------------------------------------- | ------------------ | ---------------------- | --------- |
| E/A                                          | Bojan Bogdanović   | Brooklyn Nets          | Sophomore |
| AP/P                                         | Clint Capela       | Houston Rockets        | Sophomore |
| E/A                                          | Mario Hezonja      | Orlando Magic          | Rookie    |
| P                                            | Nikola Jokić       | Denver Nuggets         | Rookie    |
| A/AP                                         | Nikola MirotićN. 1 | Chicago Bulls          | Sophomore |
| B                                            | Emmanuel Mudiay    | Denver Nuggets         | Rookie    |
| B                                            | Raul Neto          | Utah Jazz              | Rookie    |
| P                                            | Kristaps Porziņģis | New York Knicks        | Rookie    |
| AP                                           | Dwight Powell      | Dallas Mavericks       | Sophomore |
| A                                            | Andrew Wiggins     | Minnesota Timberwolves | Sophomore |
| AP                                           | Trey LylesN. 1     | Utah Jazz              | Rookie    |
| Entrenador: Larry Drew (Cleveland Cavaliers) |                    |                        |           |

- N. 1 - Trey Lyles fue elegido para reemplazar al lesionado Nikola Mirotić.[10]

- N. 2 - Devin Booker fue elegido para reemplazar al lesionado Nerlens Noel.[11]

| 12 de febrero de 2016 | USA                                                             | 157–154              | Mundo                                                                  | |  |
|                       | Marcador por tiempos: 88 - 79, 69 - 75                          |                      |                                                                        | |  |
|                       | Estadísticas Zach LaVine 30 LaVine y Towns 7 D'Angelo Russell 7 | Reporte Pts Reb Asts | Estadísticas 30 Porziņģis y Mudiay 11 Dwight Powell 10 Emmanuel Mudiay | Pabellón: Air Canada Centre, Toronto, Ontario Asistencia: 18.298 espectadores Árbitros: J. T. Orr, Scott Twardoski y Ben Taylor Televisión: TNT |  |

### Taco Bell Skill Challenge
El Taco Bell Skill Callenge es un concurso de habilidades donde se prueba la capacidad de pasar, driblar y anotar el balón. Consiste en un ejercicio en el que se deben driblar obstáculos, hacer un pase directo y encestar algunas canastas. Esta es la primera vez en la historia en la que participan pívots (hombres grandes) en la competición. Karl-Anthony Towns se convirtió en el primer pívot de la historia en ganar el evento.
| Pos. | Jugador              | Equipo                 | Altura          | Peso            |
| ---- | -------------------- | ---------------------- | --------------- | --------------- |
| B    | Patrick BeverleyN. 1 | Houston Rockets        | 1,85 m (6′ 1″)  | 84 kg (185 lb)  |
| B    | Jordan Clarkson      | Los Angeles Lakers     | 1,96 m (6′ 5″)  | 84 kg (185 lb)  |
| E/B  | C. J. McCollum       | Portland Trail Blazers | 1,93 m (6′ 4″)  | 91 kg (200 lb)  |
| B    | Emmanuel MudiayN. 1  | Denver Nuggets         | 1,96 m (6′ 5″)  | 91 kg (200 lb)  |
| B    | Isaiah Thomas        | Boston Celtics         | 1,75 m (5′ 9″)  | 84 kg (185 lb)  |
| P    | DeMarcus Cousins     | Sacramento Kings       | 2,11 m (6′ 11″) | 122 kg (268 lb) |
| AP/P | Anthony Davis        | New Orleans Pelicans   | 2,08 m (6′ 10″) | 115 kg (253 lb) |
| A    | Draymond Green       | Golden State Warriors  | 2,01 m (6′ 7″)  | 104 kg (229 lb) |
| P    | Karl-Anthony Towns   | Minnesota Timberwolves | 2,13 m (7′ 0″)  | 111 kg (244 lb) |

- N. 1 - Emmanuel Mudiay fue elegido para reemplazar al lesionado Patrick Beverley, quien fue campeón de la edición anterior.[13]

|  | Cuartos de final   | Cuartos de final   | Cuartos de final   |  |  | Semifinales | Semifinales   | Semifinales |  |  | Final | Final | Final |  |
|  |                    |                    |                    |  |  |             |               |             |  |  |       |       |       |  |
|  |                    |                    |                    |  |  |             |               |             |  |  |       |       |       |  |
|  | C. J. McCollum     |                    |                    |  |  |             |               |             |  |  |       |       |       |  |
|  |                    |                    |                    |  |  |             |               |             |  |  |       |       |       |  |
|  | Jordan Clarkson    |                    |                    |  |  |             |               |             |  |  |       |       |       |  |
|  |                    | C. J. McCollum     |                    |  |  |             |               |             |  |  |       |       |       |  |
|  |                    |                    |                    |  |  |             |               |             |  |  |       |       |       |  |
|  |                    |                    | Isaiah Thomas      |  |  |             |               |             |  |  |       |       |       |  |
|  | Isaiah Thomas      |                    |                    |  |  |             |               |             |  |  |       |       |       |  |
|  |                    |                    |                    |  |  |             |               |             |  |  |       |       |       |  |
|  | Emmanuel Mudiay    |                    |                    |  |  |             |               |             |  |  |       |       |       |  |
|  |                    |                    |                    |  |  |             | Isaiah Thomas |             |  |  |       |       |       |  |
|  |                    |                    |                    |  |  |             |               |             |  |  |       |       |       |  |
|  |                    |                    | Karl-Anthony Towns |  |  |             |               |             |  |  |       |       |       |  |
|  | Draymond Green     |                    |                    |  |  |             |               |             |  |  |       |       |       |  |
|  |                    |                    |                    |  |  |             |               |             |  |  |       |       |       |  |
|  | Karl-Anthony Towns |                    |                    |  |  |             |               |             |  |  |       |       |       |  |
|  |                    | Karl-Anthony Towns |                    |  |  |             |               |             |  |  |       |       |       |  |
|  |                    |                    |                    |  |  |             |               |             |  |  |       |       |       |  |
|  |                    |                    | DeMarcus Cousins   |  |  |             |               |             |  |  |       |       |       |  |
|  | DeMarcus Cousins   |                    |                    |  |  |             |               |             |  |  |       |       |       |  |
|  |                    |                    |                    |  |  |             |               |             |  |  |       |       |       |  |
|  | Anthony Davis      |                    |                    |  |  |             |               |             |  |  |       |       |       |  |
|  |                    |                    |                    |  |  |             |               |             |  |  |       |       |       |  |
|  |                    |                    |                    |  |  |             |               |             |  |  |       |       |       |  |

### Foot Locker Three-Point Contest
El Foot Locker Three-Point Contest es un concurso de triples en el que los participantes tratan de anotar tantos intentos como puedan en un minuto. Hay cinco carriles de balones desplegados a lo largo del arco de tres puntos: uno al principio, otro al final, otro en la mitad y otros dos a 45° de la mitad. De los cinco balones que dispone cada carril, cuatro son de un valor de un punto, mientras que el quinto, un balón multicolor, vale dos puntos. Uno de los cinco carriles disponibles tiene los cinco balones multicolores, el cual el participante puede situarle donde más prefiera. Devin Booker se convirtió en el participante más joven de la historia del concurso, con 19 años de edad.
| Pos. | Jugador            | Equipo                 | Altura          | Peso            | 1.ª ronda | Ronda final |
| ---- | ------------------ | ---------------------- | --------------- | --------------- | --------- | ----------- |
| E    | Klay Thompson      | Golden State Warriors  | 2,01 m (6′ 7″)  | 98 kg (216 lb)  | 22        | 27          |
| B    | Stephen Curry      | Golden State Warriors  | 1,91 m (6′ 3″)  | 86 kg (189 lb)  | 21        | 23          |
| E    | Devin Booker       | Phoenix Suns           | 1,98 m (6′ 6″)  | 93 kg (205 lb)  | 20 (12)   | 16          |
| E    | J. J. Redick       | Los Angeles Clippers   | 1,93 m (6′ 4″)  | 86 kg (189 lb)  | 20 (9)    | –           |
| E    | James Harden       | Houston Rockets        | 1,96 m (6′ 5″)  | 100 kg (220 lb) | 20 (8)    | –           |
| B    | Kyle Lowry         | Toronto Raptors        | 1,83 m (6′ 0″)  | 93 kg (205 lb)  | 15        | –           |
| E/B  | C. J. McCollumN. 1 | Portland Trail Blazers | 1,93 m (6′ 4″)  | 91 kg (200 lb)  | 13        | –           |
| E/A  | Khris Middleton    | Milwaukee Bucks        | 2,03 m (6′ 8″)  | 106 kg (233 lb) | 14        | –           |
| AP   | Chris BoshN. 1     | Miami Heat             | 2,11 m (6′ 11″) | 107 kg (235 lb) | –         | –           |

- N. 1 - C. J. McCollum fue elegido para sustituir al lesionado Chris Bosh.[8]

### Verizon Slam Dunk Contest
El Verizon Slam Dunk Contest es una competición de mates, donqueos, volcadas, etc., en la que los participantes intentan mostrar sus mejores habilidades y estilos a la hora de atacar el aro.
El formato de esta edición es el mismo utilizado en el pasado All-Star. Hubo cinco jueces para la competición, quienes otorgaron un valor de 6 a 10 puntos cada uno por cada mate, resultando una puntuación máxima de 50 o una puntuación mínima de 30. Los participantes tuvieron un límite de tres intentos para completar cada mate. Hubo dos rondas de las cuales cada participante tuvo la oportunidad de completar dos mates en cada ronda. Los dos participantes que obtuvieron la puntuación más alta en la primera ronda clasificaron a la ronda final, siendo allí donde se decidió el campeón de la competición. Debido a empates en la última ronda, esta se extendió hasta cuatro mates donde Zach LaVine resultó campeón por segundo año consecutivo.
| Pos. | Jugador        | Equipo                 | Altura          | Peso            | Primera ronda | Primera ronda | Primera ronda | Ronda final | Ronda final | Ronda final | Ronda final | Ronda final |
| Pos. | Jugador        | Equipo                 | Altura          | Peso            | 1er Mate      | 2º Mate       | Total         | 1er Mate    | 2º Mate     | 3er Mate    | 4º Mate     | Total       |
| ---- | -------------- | ---------------------- | --------------- | --------------- | ------------- | ------------- | ------------- | ----------- | ----------- | ----------- | ----------- | ----------- |
| E    | Zach LaVine    | Minnesota Timberwolves | 1,96 m (6′ 5″)  | 82 kg (180 lb)  | 50            | 49            | 99            | 50          | 50          | 50          | 50          | 200         |
| AP   | Aaron Gordon   | Orlando Magic          | 2,06 m (6′ 9″)  | 100 kg (220 lb) | 45            | 49            | 94            | 50          | 50          | 50          | 47          | 197         |
| E    | Will Barton    | Denver Nuggets         | 1,98 m (6′ 6″)  | 79 kg (174 lb)  | 44            | 30            | 74            | –           | –           | –           | –           | –           |
| P    | Andre Drummond | Detroit Pistons        | 2,11 m (6′ 11″) | 127 kg (279 lb) | 36            | 39            | 75            | –           | –           | –           | –           | –           |